# Meiderich/Beeck
Meiderich/Beeck è un distretto urbano (Stadtbezirk) della città tedesca di Duisburg.

## Suddivisione amministrativa
Il distretto urbano di Meiderich/Beeck è diviso in 7 quartieri (Stadtteil):
- 301 Bruckhausen
- 302 Beeck
- 303 Beeckerwerth
- 304 Laar
- 305 Untermeiderich
- 306 Mittelmeiderich
- 307 Obermeiderich

### Gemellaggi

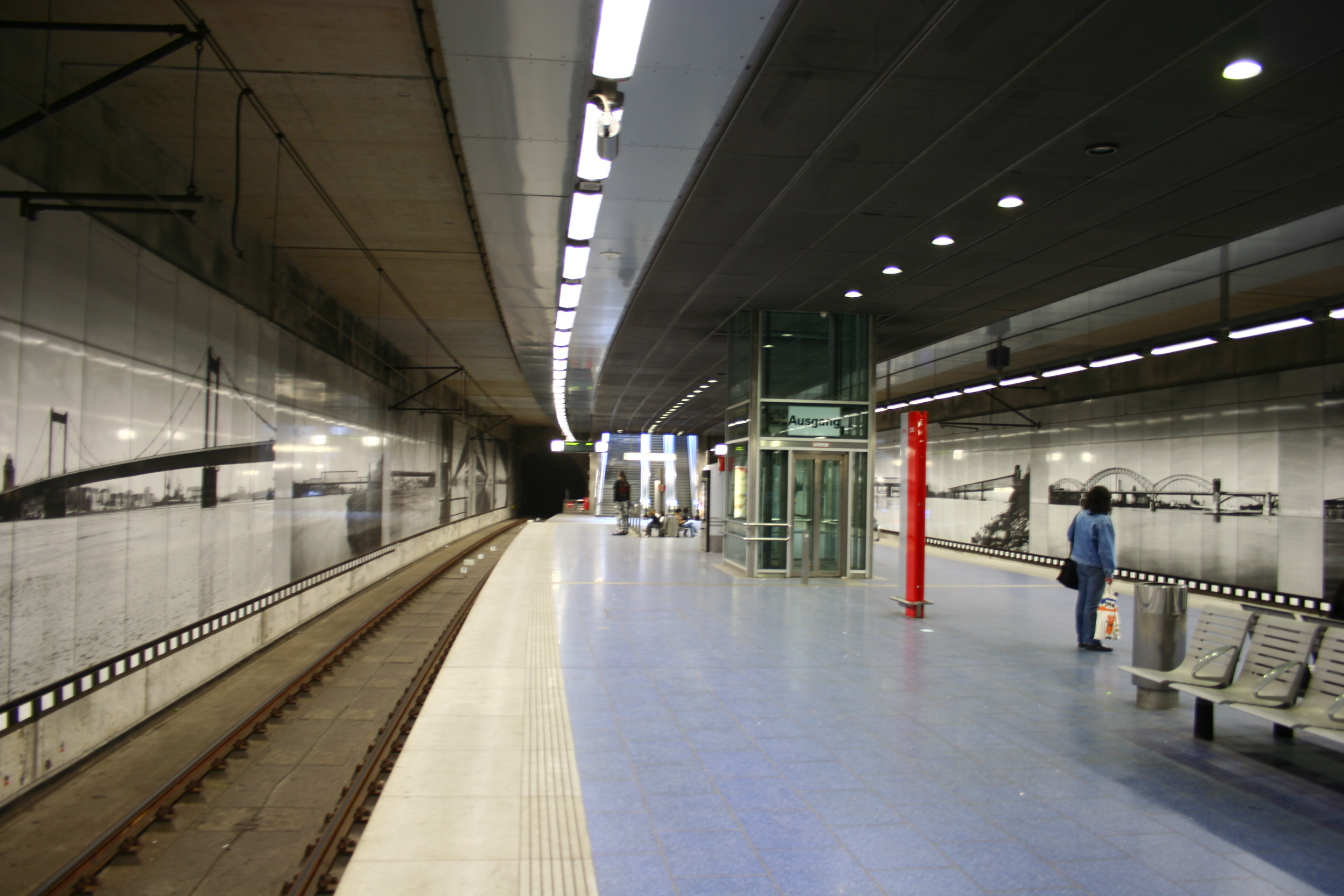
Stazione sulla VRR